# Firuzabad, Fars
Firuzabad (perzijsko فيروزآباد‎, Fīrūzābād, srednjeperzijsko Gōr ali Ardashir-Khwarrah, v prevodu "Ardaširjeva slava", tudi Shahr-e Gūr شهر گور) je mesto in glavno mesto Okrožja Firuzabad, Provinca Fars, Iran. Leta 2006 je imel 58.210 prebivalcev v 12.888 družinah. Mesto je obdano z obzidjem iz blata in jarkom.
Prvotno starodavno mesto Gor iz obdobja Ahemenidov je uničil Aleksander Veliki. Nekaj stoletij kasneje je mesto oživil Ardašir I. (vladal 224-242), ustanovitelj Sasanidnskega cesarstva, potem pa je bilo ponovno opustošeno med invazijo arabskih muslimanov v 7. stoletju. Ponovno so ga oživili Bujidi. V kadžarskem obdobju so ga dokončno opustili in ga nadomestili z bližnjim mestom, ki je zdaj Firuzabad.

## Podnebje
Firuzabad ima vroče polpustinjsko podnebje (Köppenova klasifikacija klime: BSh).
| Podnebni podatki za Firuzabad   | Podnebni podatki za Firuzabad | Podnebni podatki za Firuzabad | Podnebni podatki za Firuzabad | Podnebni podatki za Firuzabad | Podnebni podatki za Firuzabad | Podnebni podatki za Firuzabad | Podnebni podatki za Firuzabad | Podnebni podatki za Firuzabad | Podnebni podatki za Firuzabad | Podnebni podatki za Firuzabad | Podnebni podatki za Firuzabad | Podnebni podatki za Firuzabad | Podnebni podatki za Firuzabad |
| Mesec                           | Jan                           | Feb                           | Mar                           | Apr                           | Maj                           | Jun                           | Jul                           | Avg                           | Sep                           | Okt                           | Nov                           | Dec                           | Letno                         |
| ------------------------------- | ----------------------------- | ----------------------------- | ----------------------------- | ----------------------------- | ----------------------------- | ----------------------------- | ----------------------------- | ----------------------------- | ----------------------------- | ----------------------------- | ----------------------------- | ----------------------------- | ----------------------------- |
| Povprečna visoka temperatura °C | 13.6                          | 15.0                          | 19.3                          | 22.5                          | 29.6                          | 34.2                          | 36.7                          | 36.6                          | 33.9                          | 29.0                          | 22.4                          | 16.9                          | 25.8                          |
| Povprečna dnevna temperatura °C | 7.8                           | 9.0                           | 12.4                          | 15.6                          | 21.8                          | 26.0                          | 29.0                          | 28.8                          | 25.7                          | 20.8                          | 15.0                          | 10.7                          | 18.6                          |
| Povprečna nizka temperatura °C  | 2.0                           | 3.0                           | 5.6                           | 8.8                           | 14.1                          | 17.8                          | 21.4                          | 21.0                          | 17.5                          | 12.8                          | 7.7                           | 4.5                           | 11.4                          |
| Povprečna količina padavin mm   | 72                            | 55                            | 35                            | 25                            | 1                             | 0                             | 1                             | 0                             | 0                             | 7                             | 24                            | 48                            | 268                           |
| Vir: Climate-data.org           |                               |                               |                               |                               |                               |                               |                               |                               |                               |                               |                               |                               |                               |

## Zgodovina
Gor izvira iz ahemenidskega bdobja (559-334/327 pr. n. št.). Mesto je stalo v najnižjem predelu pokrajine, zato ga je Aleksander Veliki med invazijo na Perzijo zlahka poplavil s preusmeritvijo toka reke. Jezero je ostalo, dokler ni Ardašir I. zgradil kanala, skozi katerega je odtekla voda. Na tem mestu je zgradil novo prestolnico.
Ardaširjevo novo mesto je bilo znano kot Khor Ardashīr, Ardashīr Khurrah in Gōr. Imelo je tako natančen okrogel tloris, da je perzijski zgodovinar Ibn Balkhi zapisal, da je bilo "razdeljeno s pomočjo kompasa". Zavarovano je bilo s 50 m širokim jarkom s premerom 2.000 m. Mesto je imelo pet vrat. Severna so bila Hormizdova vrata,  južna Ardaširjeva, vzhodna Mitrina in zahodna Bahramova vrata. Kraljeva rezidenca je bila zgrajena v središču kroga s polmerom 450 m. V središču mesta je bila zelo visoka ploščad ali stolp, imenovan Terbal. Stolp je bil visok 30 m in spiralne oblike. Zasnova je edinstvena v Iranu. Obstaja več teorij, kakšen je bil njegov namen. Domneva se, da je bil arhitekturni predhodnik Velike mošeje v Samari, Irak in njenega značilnega minareta malwiya.
V sasanidskem obdobju je bila v mestu kovnica denarja. Kovanci iz te kovnice so imeli oznako ART v pisavi pahlavi.
Gor in Istahr sta se čvrsto upirala napadom arabskih muslimanov  630. in 640. letih. Mesto je osvojil Abdalah ibn Amr leta 649-650.
Meto je ponovno oživelo med vladanjem Abduda al-Daule (vladal 934–949) iz Bujidske dinastije (934-1062), ki je mesto večkrat uporabljal za svojo rezidenco. V tem času je bilo staro ime mesta Gōr opuščeno v korist novega, ker je beseda Gor (گور) v novi perzijščini pomenila "grob". Stara zgodba pravi, da je bilo kralju Adudu al-Dauli neprijetno bivati v "grobu". Mesto so preimenovali v Peroz-abad - "Mesto zmage". Od takrat je bilo mesto znano pod več različicami tega imena, vključno s Firuzabad (فیروزآباد, Fīrūzābād). Na arabsko-sasnidskih kovanci iz 7. stoletja iz Ardašir-Huare je kot kovnica omenjen  pylwj'b'd (pahlavi Pērōzābād).
Mesto je bilo dokončno opuščeno v kadžarskem obdobju (1795-1925). Prebivalci so se preselili v bližnje mesto, 3 km vzhodno od Gora, ki je zdaj Firuzabad. Med mestne znamenitosti Firuzabada spadajo sasanidski grad Galeh Dohtar, Ardaširjeva palača, ognjeni tempelj  in bližnji Minar.

## Visoko šolstvo
v Firuzabadu je pet univerz: Visokošolska univerza Firuzabad, Islamska univerza Azad, podružnica Firuzabad, Univerza Payame Noor, središče Firuzabad, podružnica Tehniške in poklicne univerze in podružnica Univerze za uporabno znanost in tehnologijo.